# Centre d'informations Internet de Chine
Le Centre d'informations Internet de Chine (Chinois: 中国互联网新闻中心; pinyin: Zhōngguó Hùliánwǎng Xīnwén Zhōngxīn; or 中国网—网上中国 ; Anglais: China Internet Information Center) est un portail web autorisé par la république populaire de Chine.
Son président en 2008 est Huang Youyi[Passage à actualiser].
Son rédacteur en chef est Wang Xiaohui, qui est également vice-ministre du Département de la propagande du Comité central du Parti communiste chinois,.

## Disponibilité
Le site est disponible en arabe, en chinois traditionnel, en chinois simplifié, en anglais, en esperanto, en français, en allemand, en japonais, en coréen, en russe, et en espagnol.